# Выборы губернатора Пензенской области (2021)
Досрочные выборы губернатора состоялись в Пензенской области 19 сентября 2021 года в единый день голосования. Губернатор избирался сроком на 5 лет.
На 1 июля 2020 года в крае было зарегистрировано 1 041 875 избирателей.
Избирательная комиссия Пензенской области состоит из 14 членов, была сформирована в ноябре 2016 года на 5 лет на до 2021 года. Председатель избирательной комиссии — Александр Синюков (с 13 декабря 2016 года).

## Кандидаты
Документы на регистрацию подали 6 кандидатов. Избирательная комиссия зарегистрировала пятерых кандидатов. Баллотировавшаяся от «Справедливой России» Анна Очкина утратила статус выдвинутого кандидата.
| Кандидат           | Возраст              | Должность (на момент выдвижения)                                                                            | Субъект выдвижения    | Статус                                  | Кандидаты в Совет Федерации |
| ------------------ | -------------------- | --- | --------------------- | --------------------------------------- | --- |
| Александр Васильев | 44 года (24.06.1981) | депутат заксобрания Пензенской области                                                                      | ЛДПР                  | зарегистрирован                         | 1. Павел Куликов, помощник депутата Госдумы С. М. Катасонова по работе в Пензенской области 2. Владимир Быстряков, замгендиректора по качеству ООО «Пензенский завод Телема Гино» 3. Вадим Сердовинцев, гендиректор ООО «Перуново колесо» |
| Олег Мельниченко   | 52 года (21.05.1973) | временно исполняющий обязанности губернатора Пензенской области                                             | «Единая Россия»       | зарегистрирован                         | 1. Александр Гуляков, ректор Пензенского госуниверситета 2. Марат Лебедев, хирург в ГБУЗ «Пензенская областная клиническая больница им. Н. Н. Бурденко» Мария Львова-Белова, сенатор Российской Федерации                                 |
| Анна Очкина        | 58 лет (20.01.1967)  | зав. кафедрой «Методология науки, социальные теории и технологии» Пензенского государственного университета | «Справедливая Россия» | утративший статус выдвинутого кандидата | |
| Пётр Чугай         | 80 лет (12.07.1945)  | депутат Пензенской городской думы седьмого созыва                                                           | Партия пенсионеров    | зарегистрирован                         | 1. Александр Ломакин, пенсионер Министерства обороны РФ 2. Алексей Панфилов, пенсионер Министерства обороны РФ 3. Лидия Панфилова, пенсионер                                                                                              |
| Олег Шаляпин       | 42 года (6.05.1983)  | заместитель Главы города Пензы Владимира Мутовкина, секретарь Пензенского обкома КПРФ                       | КПРФ                  | зарегистрирован                         | 1. Георгий Камнев, депутат заксобрания Пензенской области 2. Дмитрий Филяев, директор МБОУ СОШ № 58 г. Пензы 3. Оксана Милаева, доцентом кафедры в Пензенском государственном университете                                                |
| Алексей Шпагин     | 50 лет (01.12.1974)  | генеральный директор ООО «Гелиос»                                                                           | «Справедливая Россия» | зарегистрирован                         | 1. Людмила Харитонова, глава КФХ 2. Михаил Ириков, председатель правления ПО «Кирова 55» 3. Геннадий Лукьянчиков, электромонтер по ремонту и монтажу кабельных линий                                                                      |

## Результаты
21 сентября Избирательная комиссия Пензенской области подвела окончательные результаты выборов. Губернатором избран Олег Мельниченко
| Место                       | Место                       | Кандидат                    | Партия                      | Голосов   | %       |
| --------------------------- | --------------------------- | --------------------------- | --------------------------- | --------- | ------- |
|                             | 1.                          | Олег Мельниченко            | Единая Россия               | 428 868   | 72,38 % |
|                             | 2.                          | Олег Шаляпин                | КПРФ                        | 73 153    | 12,35 % |
|                             | 3                           | Алексей Шпагин              | Справедливая Россия         | 33 714    | 5,69 %  |
|                             | 4                           | Александр Васильев          | ЛДПР                        | 33 593    | 5,67 %  |
|                             | 5.                          | Пётр Чугай                  | Партия пенсионеров          | 13 650    | 2,30 %  |
|                             |                             |                             |                             |           |         |
| Действительных бюллетеней   | Действительных бюллетеней   | Действительных бюллетеней   | Действительных бюллетеней   | 582 978   | 98,39 % |
| Недействительных бюллетеней | Недействительных бюллетеней | Недействительных бюллетеней | Недействительных бюллетеней | 9540      | 1,61 %  |
| Всего                       | Всего                       | Всего                       | Всего                       | 592 518   | 100 %   |
|                             |                             |                             |                             |           |         |
| Явка                        | Явка                        | Явка                        | Явка                        | 597 103   | 57,52 % |
| Число избирателей           | Число избирателей           | Число избирателей           | Число избирателей           | 1 040 202 | 100 %   |

28 сентября 2021 года Олег Мельниченко вступил в должность губернатора Пензенской области.